# Wienerfilharmonikernas nyårskonsert 2019

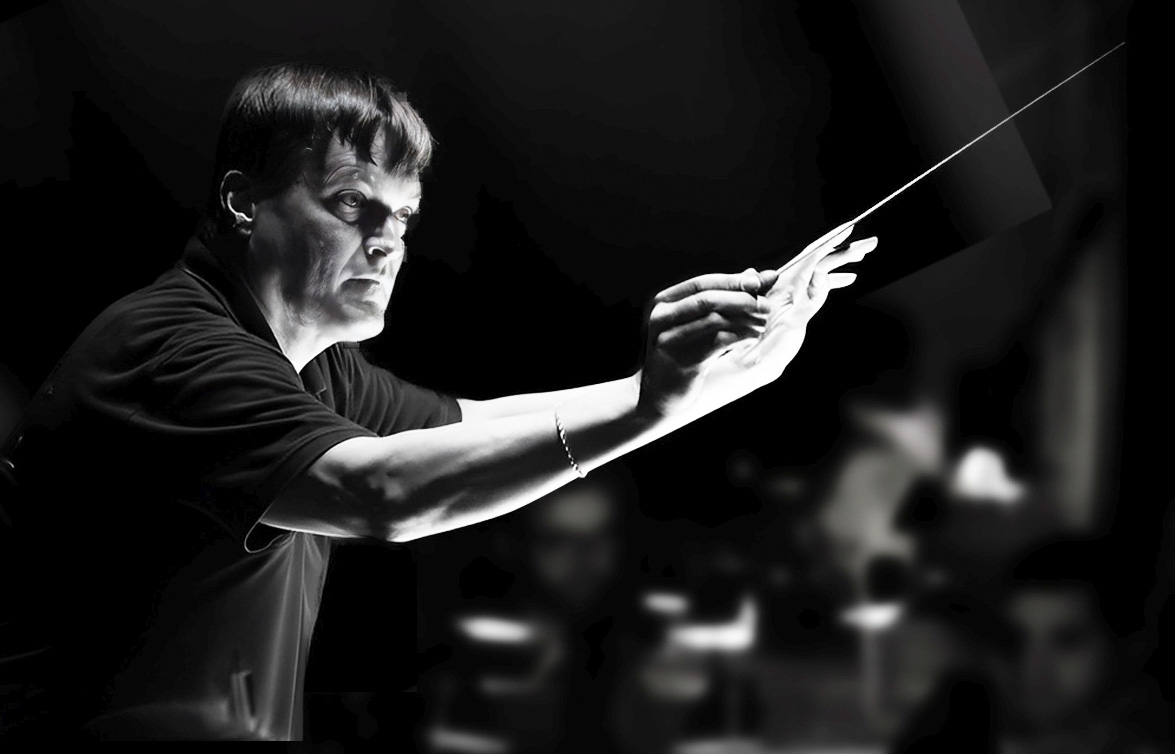
Christian Thielemann (2015)

Wienerfilharmonikernas nyårskonsert 2019 räknas som den 79:e nyårskonserten från Wien och ägde rum den 1 januari 2019 i Wiens Musikverein. Dirigent var för första gången Christian Thielemann.

## Historia
Strikt räknat var det Wienerfilharmonikernas 75:e nyårskonsert, eftersom det inte var förrän 1946 som namnet introducerades. Dessutom var det den 80:e Årsskifteskonserten, då det vid årsskiftet 1939/40 gavs en Außerordentliches Konzert (extraordinär konsert) av Wienerfilharmonikerna, som dock ägde rum på nyårsafton 1939. Från 1941 dirigerades nyårskonserten av Clemens Krauss, med undantag för åren 1946 och 1947 då Krauss förbjöds att dirigera på grund av sin närhet till nazistregimen och ersattes av Strausspecialisten Josef Krips.
Efter Clemens Krauss död 1955 följde Willi Boskovsky, konsertmästare i Wienerfilharmonikerna, som dirigerade konserten 25 gånger i rad. Från 1980 till 1986 följde sju konserter med dirigenten Lorin Maazel, som tjänstgjorde som chef för Wiener Staatsoper från 1982 till 1984. Därefter beslutade Wienerfilharmonikerna att bjuda in en ny dirigent varje år.

## Konserten
Bland annat firades Wiener Staatsopers 150-årsjubileum och 150 års handelsförbindelser mellan Japan och Österrike.

### Blomsterarrangemang
För femte gången i rad kom blomsterdekorationerna från Wiens stadsträdgård. 30 000 blommor av rosor, liljor, orkidéer och nåldynor var avsedda för Gyllene salen. När det gäller blommorna dominerade pastellfärger av ljus och solig gul, vit, grädde, pastellorange och färskgrön.

### Publiken
Österrikes förbundspresident Alexander Van der Bellen och hans hustru medföljde med Finlands president Sauli Niinistö och hans hustru Jenni Haukio till konserten. Förbundskansler Sebastian Kurz hade bjudit in ledaren för Europeiska folkpartiet (EVP) Manfred Weber till nyårskonserten 2019.
Utrikesminister Karin Kneissl tog med sig den palestinske politikern Hanan Ashrawi som gäst på konserten. Andra gäster i publiken var riksdagens talman Andreas Norlén, Alexander Wrabetz, Dominique Meyer, Walter Rothensteiner, Juan Diego Florez, Rudolf Buchbinder, Clemens Hellsberg, Margit Fischer, Heinz Fischer och Ban Ki-moon.

## Program
Programmet tillkännagavs den 14 november 2018. Sex verk framfördes för första gången som en del av Wienerfilharmonikernas nyårskonsert: Schönfeld-Marsch av Carl Michael Ziehrer, Eva-Walzer ur Ritter Pásmán och polkan Express-Polka av Johann Strauss den yngre, polkan Die Tänzerin av Josef Strauss, polkan Opern-Soiree av Eduard Strauß och Joseph Hellmesbergers Entr'acte Valse.

### 1:a delen
- Carl Michael Ziehrer: Schönfeld-Marsch, op. 422*
- Josef Strauss: Transactionen, Vals, op. 184
- Joseph Hellmesberger junior: Elfenreigen
- Johann Strauss den yngre: Expreß, Polka schnell, op. 311*
- Johann Strauss den yngre: Nordseebilder, Vals, op. 390
- Eduard Strauß: Mit Extrapost, Polka schnell (i original: Galopp), op. 259

### 2:a delen
- Johann Strauss den yngre: Ouvertyr till operetten Zigenarbaronen
- Josef Strauss: Die Tänzerin, Polka francaise, op. 227*
- Johann Strauss den yngre: Künstlerleben, Vals, op. 316
- Johann Strauss den yngre: Die Bajadere, Polka schnell, op. 351
- Eduard Strauß: Opern-Soiree, Polka française, op. 162*
- Johann Strauss den yngre: Eva-Walzer ur Ritter Pásmán, o. op.*
- Johann Strauss den yngre: Csárdás ur Ritter Pásmán, op. 441
- Johann Strauss den yngre: Egyptischer Marsch, op. 335
- Joseph Hellmesberger junior: Entr'acte Valse*
- Johann Strauss den yngre: Lob der Frauen, Polka mazur, op. 315
- Josef Strauss: Sphärenklänge, Vals, op. 235

### Extranummer
- Johann Strauss den yngre: Im Sturmschritt, Polka schnell, op. 348
- Johann Strauss den yngre: An der schönen blauen Donau, Vals, op. 314
- Johann Strauss den äldre: Radetzkymarsch, op. 228

Verkförteckningen och verkens ordning finns på Wienerfilharmonikernas webbplats.
 Verk markerade med * spelades för första gången vid en nyårskonsert.

## Balettinslag

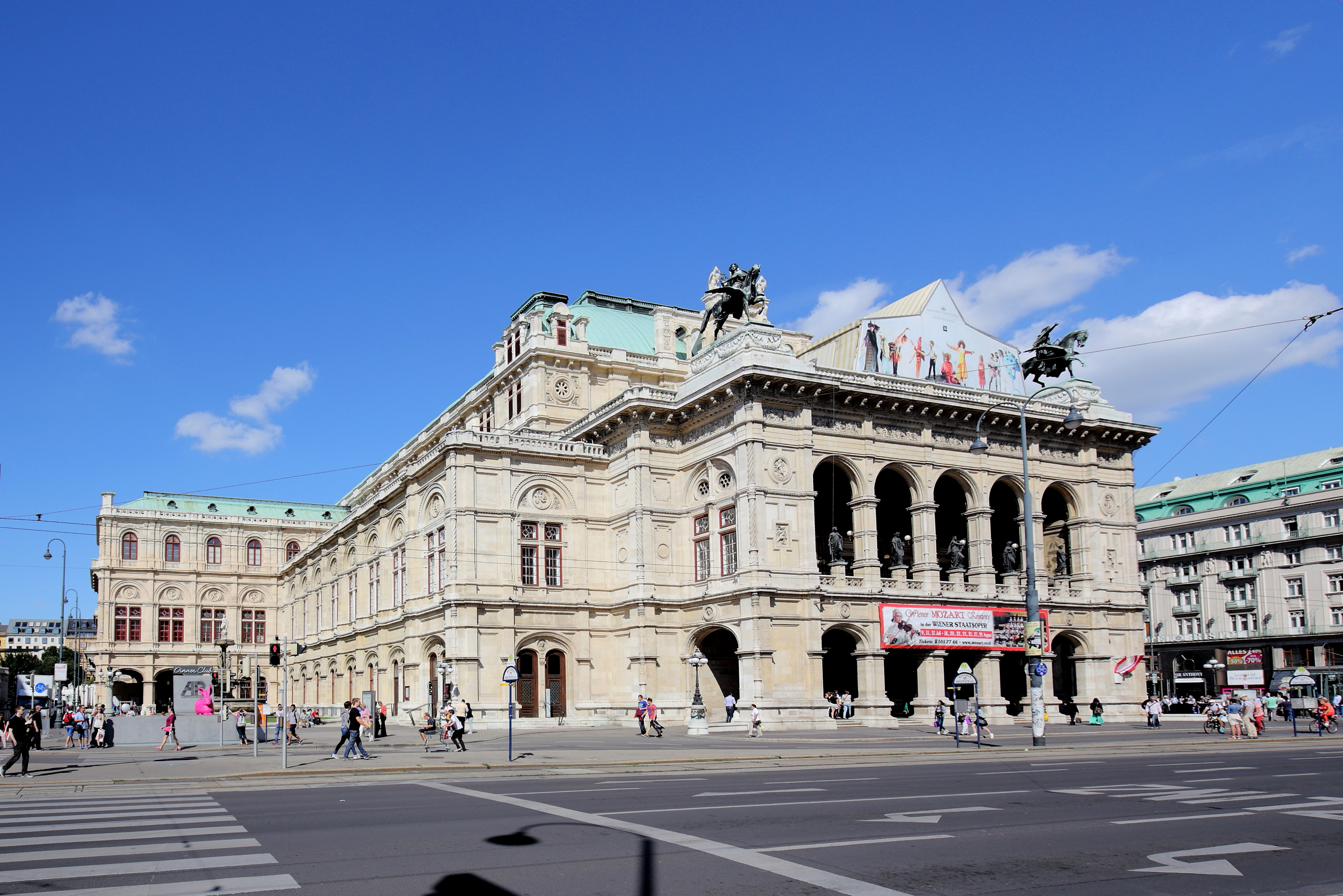
Wiener Staatsoper

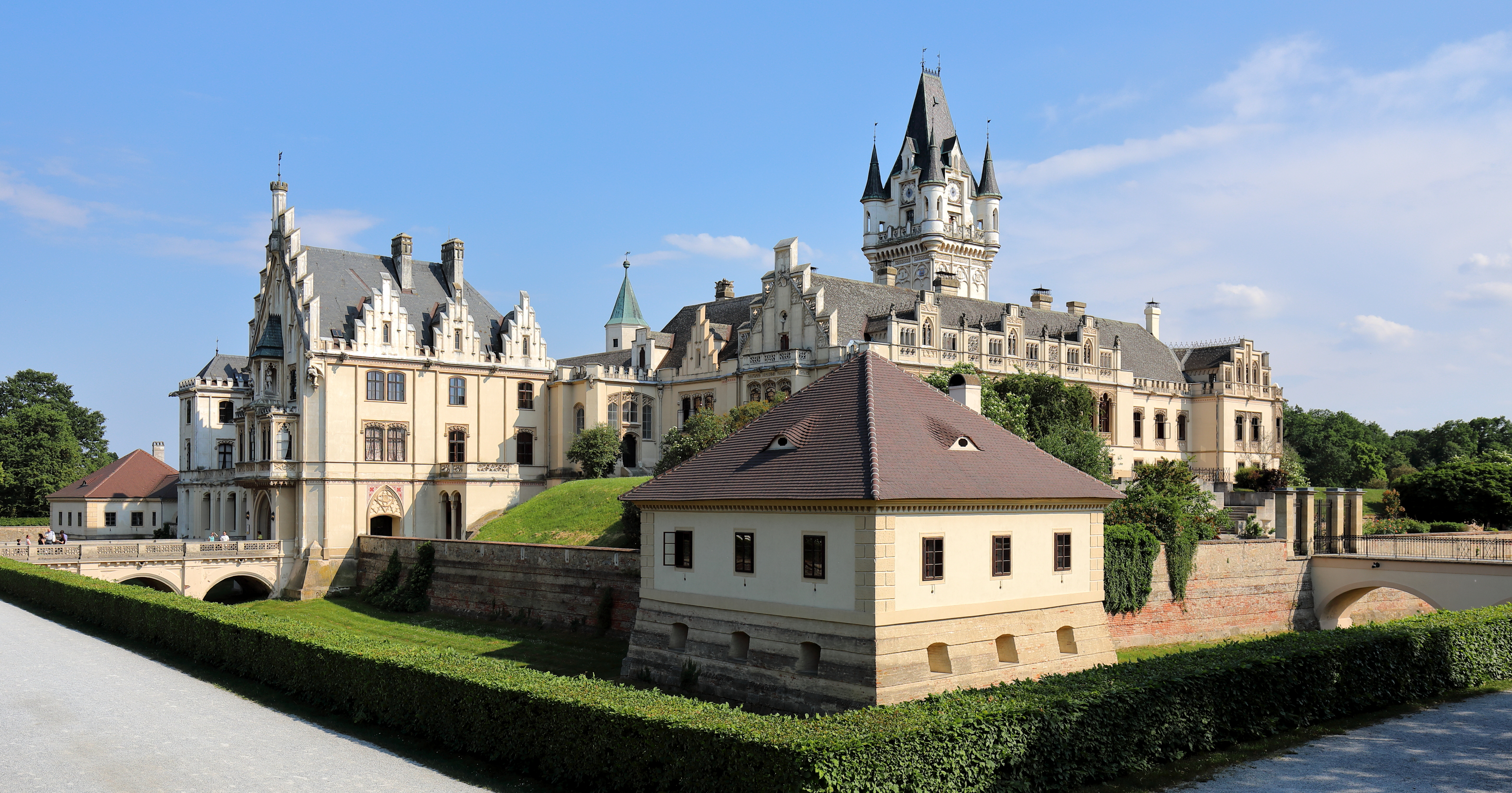
Schloss Grafenegg

Wienstatsbalettens balettmellanspel iscensattes av Henning Kasten sommaren 2018. Inspelningsplatsen för valsen Künstlerleben av Johann Strauss den yngre var Wiener Staatsoper, och inspelningen av Csárdás från operan Ritter Pásmán ägde rum på slottet Grafenegg.
Dansarna var Olga Esina och Jakob Feyferlik, Kiyoka Hashimoto och Masayu Kimoto, Alice Firenze och Davide Dato, Nikisha Fogo och Andrey Teterin, Eszter Lédan och Géraud Wielick samt Sveva Gargiulo och Richard Szabó. Koreografin för danserna designades först av Andrey Kaydanovskiy, kostymerna designades av Arthur Arbesser.

## Pausfilm
Pausfilmen för nyårskonserten 2019 med titeln Wiener Staatsoper 1869 – 2019 var formgiven av Felix Breisach. I den uppträdde ensembler från Wiens filharmoniska orkester och ensemblemedlemmar från Staatsoper på olika platser i och runt byggnaden, inklusive Camilla Nylund och Adrian Eröd med en duett från Fledermaus och Daniela Fally och Rafael Fingerlos som Papagena och Papageno. I baletthallen dansade Alexander Glazunov till musik från baletten Raymonda av Aleksandr Glazunov.

### Musik
- Wolfgang Amadeus Mozart: Le nozze di Figaro, Ouvertüre
  - Tamás Varga, Raphael Flieder, Eckart Schwarz-Schulz, David Pennetzdorfer (Cello)
  - Arrangement: Douglas B. Moore
- Johann Strauss den yngre: Die Fledermaus, Uhrenduett
  - Camilla Nylund (Sopran)
  - Adrian Eröd (Baryton)
  - Thomas Lausmann (Klaver)
  - Katharina Strommer (Spielleitung)
- Wolfgang Amadeus Mozart: Don Giovanni, Ouvertüre
  - Nicolai-Quartett:
    - Wilfried Hedenborg, Benjamin Morrison (Violine)
    - Gerhard Marschner (Viola)
    - Bernhard Naoki Hedenborg (Cello)

  - Christoph Wimmer, Kontrabas
- Gaetano Donizetti: Lucia di Lammermoor, Finale 2. Akt
  - Chor der Wiener Staatsoper
  - Thomas Lang (Körledare)
  - Lissy-Quartett:
    - Raimund Lissy (Violin)
    - Robert Bauerstatter (Viola)
    - Maria Grün (Violoncell)
    - Srebra Gelleva, Klaver

  - Arrangement: Erich Kaufmann
- Aleksandr Glazunov: Raymonda, Walzer
  - Wiener Staatsballett
  - Ekaterina Frolova, Jewgenij Andrusenko (Violin)
  - Thomas Hajek (Viola)
  - Wolfgang Härtel (Cello)
  - Ödön Rácz (Kontrabas)
  - Arrangement: Erich Kaufmann
  - Koreografi: Rudolf Nurejev
- Wolfgang Amadeus Mozart: Trollflöjten: Duett Papagena – Papageno
  - Daniela Fally (Sopran)
  - Rafael Fingerlos (Baryton)
  - Clemens Horak, Harald Hörth (Oboe)
  - Sophie Dervaux, Benedikt Dinkhauser (Fagott)
  - Gregor Hinterreiter, Norbert Täubl (Klarinett)
  - Josef Reif, Sebastian Mayr (Horn)
- Richard Strauss: Der Rosenkavalier, Walzer
  - Volkhard Steude (Violin)
  - Barbara Moser (Klaver)
  - Arrangement: Váša Příhoda

## TV-utsändningar

Länder, där nyårskonserten 2019 sändes.

Henning Kasten var ansvarig för den 61:a ORF-sändningen och fjorton HDTV-kameror användes.

## Inspelningar
Dubbel-CD:n släpptes den 7 januari 2019 och var ett av de mest sålda albumen i Österrike. DVD och Blu Ray-Disc släpptes den 25 januari 2019.

## Weblänkar
- Neujahrskonzert 2019